# Župnija Ankaran
Župnija Ankaran je rimskokatoliška teritorialna župnija Dekanije Dekani v Škofiji Koper. 
Župnijo že od začetka vodijo salezijanci.

## Sakralni objekti
| #  | Slika                              | Cerkev                                | Naselje  | Oznaka RKD/EID                     |
| -- | ---------------------------------- | ------------------------------------- | -------- | ---------------------------------- |
| 1. | Klikni za spremembo slike          | Cerkev sv. Nikolaja župnijska cerkev  | Ankaran  |                                    |
| 2. | Klikni za spremembo slike          | Cerkev sv. Brigite (Bride) podružnica | Kolumban | Register kulturne dediščine 1-1397 |
|    | Register kulturne dediščine 1-1397 |                                       |          |                                    |

### Nekdanje cerkve
| Slika                     | Cerkev                                   | Opis oz. lokacija | Oznaka RKD/EID:                     |
| ------------------------- | ---------------------------------------- | --- | ----------------------------------- |
| Klikni za spremembo slike | nekdanja samostanska cerkev sv. Nikolaja | cerkev je bila del nekdanjega benediktinskega samostana v Ankaranu; celoten kompleks je bil v 60. letih 20. stoletja spremenjen v hotel Adria Convent | Register kulturne dediščine 1-15677 |
|                           | Register kulturne dediščine 1-15677      | |                                     |

## Zgodovina
Župnija sv. Brigite je bila ustanovljena z dekretom tedanjega koprskega škofa Janeza Jenka z dne 16. 1. 1965, ki je stopil v veljavo 1. 2. 1965, kar je datum ustanovitve župnije. Prva župnijska cerkev je bila cerkev sv. Brigite (Bride) v Kolombanu. Dne 2.12.1984 je bila posvečena nova župnijska cerkev sv. Nikolaja v Ankaranu, cerkev sv. Brigite (Bride) pa je tedaj postala podružnična cerkev. Sedež župnije je bil tako prenesen v Ankaran, župnija pa je dobila novega zavetnika sv. Nikolaja.

## Župniki
| Ime               | Začetek delovanja | Konec delovanja |
| ----------------- | ----------------- | --------------- |
| Franc Stritar     | 1965              | 1967            |
| Ivan Miklavc      | 1967              | 2001            |
| Vinko Štrucelj    | 2001              | 2006            |
| Jakob Trček       | 2006              | 2010            |
| Miroslav Simončič | 2010              | 2013            |
| Franc Šenk        | 2013              | sedanji župnik  |